# Mary My Hope
Mary my hope est un groupe de Rock/post-punk originaire des États-Unis formé au milieu des années 1980.

## Composition
- James Hall : voix
- Clinton Steele : guitare
- Sven Pipien : basse
- Steve Gorman : percussions

## Discographie
- Museum (1989)
- Suicide Kings (1989) - EP
- Monster Is Bigger Than the Man (1990)

## Influences
- The Mission
- The Sisters of Mercy
- R.E.M.
- The Cult